# Ольга Надія Головач
Ольга Надія Левенек-Головач (нар. 19 квітня 1942 року) — французька громадська діячка українського походження. Почесний консул України в Меці.

## Біографія
Народилася 19 квітня 1942 року.
У 1962 році закінчила Технічний інститут Сент-Кретьєн, м. Мец.
З 1962 по 1963 рік — співробітник мерії муніципалітету Ришмон.
У 1965—1999 роках працювала у банку «СІАЛ» у Страсбурзі.
У 1992—2004 роках — голова та засновниця асоціації «Ельзас-Україна», м. Страсбург.
Від 1996 року — голова та засновниця французько-українського економічного клубу «Мазепа», пізніше перейменованого на Французько-український економічний клуб.
З 2004 по 2009 рік — голова та засновниця асоціації «Лотарингія-Ельзас-Україна», м. Метц.
Від 2006 року обіймала посаду Почесного консула України в м. Меці.

## Нагороди
- орден княгині Ольги III ступеня (20 червня 2005) — за вагомий особистий внесок у розвиток взаємовідносин між Україною та Французькою Республікою, багаторічну плідну громадську діяльність, популяризацію культурних і духовних надбань українського народу[4];